# Liste des drapeaux de Suisse N
Pour les communes suisses commençant par N. Pour plus d'informations sur les conceptions, s'il vous plaît lire l'article d'une commune. 

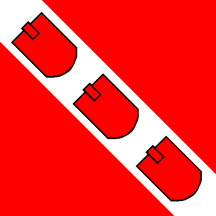
Naz
Neuchâtel
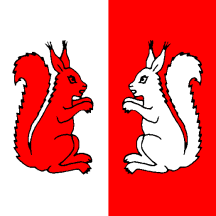
Neyruz-sur-Moudon
Novalles
Noville
Nyon